# Geocoris alboclavus
Geocoris alboclavus är en insektsart som beskrevs av Barber 1949. Geocoris alboclavus ingår i släktet Geocoris och familjen Geocoridae. Inga underarter finns listade i Catalogue of Life.